# NGC 6242
NGC 6242 (również OCL 1001 lub ESO 332-SC10) – gromada otwarta o klinowatym kształcie, złożona z gwiazd siódmej wielkości i słabszych, znajdująca się w gwiazdozbiorze Skorpiona. Odkrył ją Nicolas Louis de Lacaille w 1751 roku. Jest położona w odległości około 3,7 tys. lat świetlnych od Słońca.
Można ją dostrzec przez mały teleskop.